# Cicoria puntarelle Molfettese e Galatina
Le cicorie puntarelle Molfettese e Galatina rappresentano un ecotipo della specie Cichorium intybus L.. Sono tradizionalmente coltivate in Puglia ed il loro nome identifica la zona di origine (Molfetta e Galatina), in cui nel tempo sono state selezionate dagli agricoltori locali.

## Descrizione
La cicoria puntarelle di Galatina risulta di taglia tendenzialmente maggiore della Molfettese, con foglie che in prossimità della raccolta sono più larghe e lunghe. In entrambi gli ecotipi si osserva uno spiccato
polimorfismo fogliare, tuttavia sui germogli della Molfettese si nota la presenza più abbondante di foglioline rispetto alla Galatina. L'aspetto cromatico dei germogli risulta bianco-verdastro nella Molfettese e bianco-giallastro
nella Galatina..

## Ciclo colturale
La coltura, prevalentemente invernale, prevede un ciclo piuttosto lungo che dalla semina (o in alternativa dal trapianto) alla raccolta interessa un periodo fino a nove mesi, con raccolte che iniziano a novembre e terminano a fine aprile. Il lungo periodo colturale è assicurato da trapianti scalari e dall'impiego in successione della Molfettese (più rustica e resistente al freddo) seguita dalla Galatina (più
sensibile al freddo, per la consistenza più croccante e tenera dei germogli).
Con il ciclo di produzione invernale la semina in semenzaio si esegue da giugno a ottobre. Quando le
piantine hanno raggiunto 8-10 foglie viene effettuato il trapianto su file distanti 40–50 cm, in
modo tale da ottenere una densità colturale di 8-10 piante per metro quadro. Le piante vengono raccolte
senza la radice con cespi che, recisi al colletto e ripuliti dalle foglie esterne, raggiungono pesi
a volte superiori a 1 kg, con una media di 600-700 grammi.

## Caratteristiche nutrizionali
Il contenuto totale dei tre zuccheri principali (glucosio, fruttosio e saccarosio) risulta leggermente più elevato nella tipologia Galatina (circa 2 g/100 g di prodotto fresco), rispetto alla tipologia Molfettese (circa 1,5 g/100 grammi di prodotto fresco). Mentre, il contenuto di nitrati risulta più elevato nella tipologia Molfettese (circa 420 mg/kg di prodotto fresco), rispetto alla tipologia Galatina (circa 180 mg/kg di prodotto fresco). Il contenuto di antiossidanti, fenoli e fibra alimentare risulta pressoché uguale in entrambi gli ecotipi.

## Utilizzi gastronomici
Vengono consumate prevalentemente come ortaggio crudo, anche condite in insalata con olio, aglio e acciughe o come pietanza cotta. Negli ultimi anni si sta diffondendo il loro consumo, anche al di fuori del territorio regionale, sotto forma di prodotti lavati, mondati e confezionati in atmosfera protettiva (cosiddetti prodotti di quarta gamma). Recenti ricerche, inoltre, dimostrano la possibilità di ottenere prodotti commerciali già cotti e confezionati sottovuoto, a base di cicoria puntarelle Molfettese e Galatina.

## PSR Puglia
La regione Puglia, all'interno del suo PSR 2007-2013, ha inserito la cicoria puntarelle Molfettese e Galatina nell'allegato 8 della Misura 214 - Azione 3 "Tutela della biodiversità" come specie a rischio di erosione genetica. Per entrambi gli ecotipi, pertanto, gli agricoltori custodi hanno potuto beneficiare degli aiuti agroambientali previsti dal PSR Puglia 2007-2013 (Misura 214, azione 3, Bollettino Ufficiale della Regione Puglia – n. 55 del 18-04-2013).

## Progetto CISIA del CNR
Nell'ambito del programma "Conoscenze Integrate per la Sostenibilità e l'Innovazione del made in Italy Agroalimentare - Legge n. 191/2009” (CISIA) del Dipartimento di Scienze Bio-Agroalimentari del Consiglio Nazionale Ricerche (CNR), un gruppo inerdisciplinare formato da ricercatori dell'Istituto di Biologia e Biotecnologia Agraria (IBBA), dell'Istituto di Metodologie Chimiche (IMC) e dell'azienda sperimentale "La Noria", afferente all'Istituto di Scienze delle Produzioni Alimentari (ISPA), ha condotto una serie di attività finalizzate alla valorizzazione di questi due ecotipi di cicoria puntarelle pugliesi.
Alcune delle attività previste nel progetto riguardano la determinazione della capacità antiossidante (parametro riconosciuto per la qualità dei cibi), dell'inulina (fibra alimentare con caratteristiche di prebiotico), dei brassinosteroidi con proprietà anti-tumorali e anti-colesterolo e dei sesquiterpeni che regolano il sapore amaro tipico delle cicorie. Di notevole interesse anche la determinazione di composti anti-nutrizionali, come i metalli pesanti e i nitrati, che si accumulano nei tessuti fogliari, steli e piccioli, in funzione delle tecniche colturali, delle condizioni ambientali, e del genotipo.